# Perdendo a Mão
"Perdendo a Mão" é uma canção gravada pelo duo de produtores Seakret com a participação das cantoras brasileiras Anitta e Jojo Maronttinni. A faixa foi composta por Anitta, Pedro Dash e Dan Valbusa – que formam o duo – e produzido por eles, sendo lançada como single em 7 de setembro de 2018 pela Universal Music Brasil.

## Composição e lançamemto
Originalmente, Pedro Dash e Dan Valbusa – fundadores do duo de produtores Seakret – criaram a estrutura musical e a produção da faixa, enviando-a para Anitta, cujo ainda não conheciam mas desejavam trabalhar, misturando o funk ousadia com o toque urbano do R&B. Anitta aprovou a faixa e começou a compor a faixa com o duo inspirado nos conflitos amorosos da adolescência, convidando ainda Jojo Maronttinni, sua amiga pessoal, para dividir os vocais com ela. A faixa fala sobre um relacionamento abusivo, onde um rapaz está tentando oprimir a personalidade de alguém ("Ele é bonito, dá até pra entender / Mas já tá pirando, querendo te prender / Controla tua roupa, tuas amiga e os rolê / Se eu fosse você, botava ele pra correr").
A faixa foi gravada em junho e tinha previsão original de lançamento para julho, porém foi adiada e substituída por "Medicina", que tinha apelo latino para atingir o público internacional. Logo após, no entanto, Anitta ficou dividida entre liberar "Perdendo a Mão" ou "Veneno", optando pela primeira como single em 7 de setembro.

## Vídeo musical
O videoclipe da faixa foi gravado em 20 de junho em Honório Gurgel, bairro do subúrbio do Rio de Janeiro, utilizando como cenário a casa onde Anitta havia morado antes da fama. Outra parte do vídeo foi gravada na casa de um amigo no mesmo bairro, onde eram realizados bailes funks na adolescência, utilizando a mesma referência. Segundo a cantora, a ideia do vídeo era resgatar suas raízes e para isso ela utilizou como figurino as próprias roupas guardadas desde a época, incluindo a primeira sandália comprada com o dinheiro de seu show de estreia ainda antes do contrato com a Warner Music. Para dar mais veracidade, o vídeo aparece datado como 2008 no início da reprodução, época em que a cantora ia para os bailes funks no bairro idealizando a fama futura. A direção do vídeo ficou por conta de Junior Bill, que a dirigia na época da Furacão 2000.
O vídeo foi gravado em 480p, ou seja, em baixa qualidade visual, contrariando o comum de alta definição de 1080p, sendo um formato pensado intencionalmente para simular como se fosse registrado realmente em 2008. Além disso, foram aplicados filtros simulando uma gravação VHS e mais amarelados, também para simular a época. Diferente dos projetos anteriores, Anitta evitou apostar em figurantes contratados de agências, preferindo convidar conhecidos do bairro para aparecem, incluindo Mariana e Jéssica, amigas de infância que interpretam a história principal do vídeo.
Para o videoclipe, é usado uma edição radio edit da faixa.

## Lista de faixas
| Download digital |                  |                                        |         |  |
| N.º              | Título           | Compositor(es)                         | Duração |  |
| 1.               | "Perdendo a Mão" | Larissa Machado Pedro Dash Dan Valbusa | 3:04    |  |